# Копытин, Николай Петрович
Николай Петрович Копытин (род. 22 мая 1976, Липецк) — российский хоккеист, нападающий. Мастер спорта России.

## Биография
Начинал заниматься хоккеем в липецком «Трактор», первый тренер Олег Зайцев. В 1993 году уехал в спортинтернат ярославского «Торпедо», в сезонах 1993/94 — 1994/95 играл в высшей лиге за «Торпедо-2». Шесть сезонов (1995/96 — 2000/01) отыграл за ХК «Липецк». Выступал за «Спартак» Москва (2001/02 — 2003/04), белорусский «Химволокно-Могилёв» и «Спутник» Нижний Тагил (2003/04) и «Липецк» (2004/05).
Участник хоккейного турнира зимней Универсиады 2001 года.
Завершил карьеру из-за серьёзных травм и семьи. Директор и тренер московской хоккейной школы «Град».
Сын Павел (род. 2003) — хоккеист.